# Nostera
Nostera là một chi nhện trong họ mierenjagers (Zodariidae).

## Các loài
Các loài trong chi này gồm:
- Nostera lynx Jocqué, 1991 *
- Nostera nadgee Jocqué, 1995